# Pyrota quadrinervata
Pyrota quadrinervata är en skalbaggsart som först beskrevs av Herrera och Jose Christopher E. Mendoza 1866.  Pyrota quadrinervata ingår i släktet Pyrota och familjen oljebaggar. Inga underarter finns listade i Catalogue of Life.